# Verzwarende omstandigheid
Een verzwarende omstandigheid is in het strafrecht een door de wet omschreven omstandigheid die, als bijkomend element van het misdrijf, een verplichte strafverzwaring tot gevolg heeft.

## Kenmerken van verzwarende omstandigheden
- Ze zijn door de wet omschreven.
- Ze zijn bijkomend bij het misdrijf, en vormen zo een nieuw geheel.
- Ze zijn verplichtend: er moet mee rekening gehouden worden.
- De wet bepaalt de strafverzwaring.

Verzwarende omstandigheden zijn verschillend van verzachtende omstandigheden, aangezien deze laatste niet door de wet bepaald worden. Het is dus aan de rechter om te oordelen of er al dan verzachtende omstandigheden worden aangenomen.

## Gevolg van de verzwarende omstandigheid
Bij de straftoemeting vertrekt men steeds van de straf bepaald voor het basismisdrijf. Een verzwarende omstandigheid kan tot gevolg hebben dat de maximumstraf door de strafverzwaring overtroffen wordt. Ze kan ook tot gevolg hebben dat de minimumstraf opgetrokken wordt.

## Soorten verzwarende omstandigheden

### Subjectieve verzwarende omstandigheden
De subjectieve verzwarende omstandigheden kleven aan de persoon van de dader. 
Het gaat dan bijvoorbeeld over:
- de hoedanigheid van een loonbediende bij diefstal
- de hoedanigheid van zoon/dochter bij doodslag
- de hoedanigheid van politieman of rechter bij corruptie

### Objectieve verzwarende omstandigheden
Objectieve verzwarende omstandigheden hebben betrekking op het feit zelf. Ze hebben weerslag op alle personen die hebben deelgenomen aan het misdrijf.
Het gaat dan bijvoorbeeld over:
- de omstandigheden van het misdrijf (met of zonder geweld)
- de gebruikte middelen
- de gevolgen van het misdrijf (dood tot gevolg)